# Blue Blood
Blue Blood (ブルー・ブラッド, Buru Buraddo), é o segundo álbum lançado pela banda japonesa de heavy metal X Japan, ainda chamada de X. Lançado em 21 de abril de 1989 pelo selo CBS Sony. O álbum vendeu mais de 700.000 cópias, ficando na posição número 6 na Oricon chart e ficando nas paradas por mais de 100 semanas. Os singles do álbum também atingiriam as cinco melhores posições da parada. Em 2007, a Rolling Stone Japan deu a Blue Blood a posição número 15 na lista 100 Greatest Japanese Rock Albums of All Time (100 Maiores Álbuns de Rock Japonês de Todos os Tempos).

## Aspectos Gerais
Em 26 de dezembro de 1987, a banda participou de um teste realizado pela CBS Sony, o que levou a um contrato de gravação, em agosto do ano seguinte. Nesse meio tempo, a banda lançou seu primeiro álbum, Vanishing Vision através do selo Extasy Records detidas por Yoshiki, em 14 de abril de 1988 e excursionou extensivamente em apoio a gravadora.
A gravação para o seu grande álbum de estreia, Blue Blood, começou em janeiro de 1989. Sendo lançado em 21 de abril de 1989, a turnê de mesmo nome, só começou em 13 de março. Dois dos concertos foram esgotados com antecedência, incluindo o show de 16 de março no Shibuya Public Hall, que mais tarde foi lançado em home video como "Blue Blood Tour Bakuhatsu Sunzen Gig". A banda passou pela turnê Rose and Blood em setembro, que efoi temporariamente suspensa com cancelamentos, após Yoshiki desmoronar depois de um concerto de 22 de novembro, mas ele continuou em maio de 1990. Seu sucesso rendeu a banda o "Grand Prix New Artist of the Year" e o quarto prêmio anual do "Japan Gold Disc Awards" em 1990.
A edição especial da Blue Blood , que incluiu um segundo disco de versões instrumentais de algumas músicas, foi lançado em 14 de fevereiro de 2007 e alcançou o número 23 nas paradas. A versão remasterizada, que chegou ao número 165 foi lançado em 19 de março de 2008.

### Lançamento
O álbum foi lançado em 21 de abril de 1989, com o selo CBS Sony. Em sua contagem inicial no mês de maio, alcançou sexta colocação nas paradas da Oricon, vendendo 28.160 cópias. Até o final do ano, havia vendido 188.940 cópias, foi o sexagésimo terceiro álbum mais vendido do ano, e em 1990, com 378.910 cópias, alcançou a posição de vigésimo oitavo álbum mais vendido. Como ele ficou 108 semanas nas paradas, em 2007 a Oricon contou 712.000 cópias vendidas. Originalmente lançado em um duplo LP e em CD (com as faixas em diferentes ordens), uma versão remasterizada foi lançada em 14 de fevereiro de 2007, que incluía um CD bônus com as versões instrumentais das músicas. Essa edição, alcançou a vigésima terceira posição nas paradas.
Todos os seus singles ganharam a certificação de Ouro, isto é, venderam pelo menos duzentas mil cópias, segundo a RIAJ. "Kurenai" foi o primeiro a alcançar a posição das cinco mais, nas paradas. A canção chegou ao quinto lugar na segunda semana da contagem de setembro de 1989, com vendas de 20.930 cópias. Ficou nas paradas durante 39 semanas, o mais duradouro entre os singles de qualquer outra banda. Em 1989, com venda de 133.090 cópias, septuagésimo quarto single mais vendido do ano, e em 1990, com 176.450 cópias como o sexagésimo sétimo single mais vendido.
O segundo single, a balada "Endless Rain", tornando se o primeiro single X a alcançar os três primeiros posições nas paradas. Alcançou a terceira posição nas paradas na segunda semana seguida de dezembro de 1989, vendendo 40,690 cópias. É o segundo single que está a mais tempo nas paradas, totalizando 31 semanas. Em 1990, com 357.680 cópias vendidas, sendo o vigésimo primeiro single mais vendido do ano.

### Composição e letras
Blue Blood contém regravações das faixas do seu segundo single "Orgasm", como as faixas " X " e "Orgasm", assim como as canções do seu primeiro álbum Vanishing Vision, "Kurenai" e "Unfinished", com suas letras expandidas e modificadas. "Easy Fight Rambling" é uma canção de glam metal, enquanto "Kurenai", exemplifica o que é uma marca da banda; misturando speed metal, balada e elementos sinfônicos.
A canção pende mais para o metal sinfônico do que seu antecessor, como "Rose of Pain", que possui porções da "Fuga em Sol Menor" de Johann Sebastian Bach. Bem como "Endless Rain", uma balada, que tem de fundo o uso de um piano clássico.
Nas músicas "X" e "Orgasm", há muitos amigos do X, colegas de música e membros de bandas na Extasy Records fornecendo backing vocals, como Baki do Gastunk, Tusk, Ken e Seiichi do Zi:Kill, Haruhiko Ash (The Zolge, Eve of Destiny) e membros do Ladies Room.

## Recepção
| Críticas profissionais | Críticas profissionais |
| Avaliações da crítica  | Avaliações da crítica  |
| Fonte                  | Avaliação              |
| ---------------------- | ---------------------- |
| Allmusic               | [ 13 ]                 |

Blue Blood é recebido geralmente de forma positiva. Alexey Eremenko, do Allmusic, disse que "fica na grade de coordenadas definidas pelo Iron Maiden, Guns N' Roses, Queensrÿche e talvez um atualizado Thin Lizzy, com os resultados sendo não muito distantes do que o Helloween estava fazendo no momento", também argumenta que "se os alemães influenciaram ou não o X Japan, está em debate, mas as semelhanças são óbvias, como a exposição japonesa tem a mesma aptidão para combinar trabalho de guitarra ameaçadora com melodias... cinemáticas ... hínicas". Eremenko, que deu ao álbum três estrelas e meia de cinco possíveis em sua classificação, concluiu que o álbum "geralmente embala bastante habilidade e entusiasmo para entregar a mercadoria a par com os seus melhores associados do gênero, mesmo que claramente seguindo os seus passos."
Em sua lista de 2007 dos "100 Maiores Álbuns de Rock Japonês de Todos os Tempos" (oficialmente 100 Greatest Japanese Rock Albums of All Time) a Rolling Stone Japan, classificou o álbum com o número 15.  Foi nomeado um dos melhores álbuns de 1989-1998 em uma edição de 2004 da revista Band Yarouze.

## Legado
Muitas das canções gravadas no álbum permanecem pilares de sets ao vivo do X Japan. Como "Kurenai", que é uma de suas músicas de assinatura, sendo tocada na maioria dos seus concertos, muitas vezes acompanhada pelo momento que estão iluminados por uma luz vermelha (Kurenai pode ser traduzido como "carmesim") e o grupo para no último terço da apresentação, afim de deixar o público cantar o refrão em seu próprio país. Outras canções populares do álbum são "X", "Endless Rain" e "Week End".
A canção "Celebration" teve uma versão cover por I.N.A., Pata e Heath, com os vocais de hide, no álbum tributo de hide, em 1999 Tribute Spirits. hide também cantou a música ao vivo durante alguns dos seus concertos solos, e uma versão de estúdio foi completada, após sua morte e foi incluída em uma coletânea de 2002, chamada Singles ~ Junk Story. A banda argentina de Metal Auvernia, fez uma versão cover de "Blue Blood" no seu álbum de 2008 Towards Eternity. "Kurenai" teve sua versão cover por Matenrou Opera no Crush! -90's V-Rock Best Hit Cover Songs-, uma coletânea lançada em 26 de janeiro de 2001, que apresenta as atuais bandas de visual kei, tocando as músicas das bandas que foram importantes para a década de 1990 no movimento Visual Kei. Inzargi, vocalista do Megamasso, fez um cover do "X", para seu álbum cover de 2012.

## Faixas

### LP (Duplo)
| Lado A |                             |                           |         |  |
| N.º    | Título                      | Compositor(es)            | Duração |  |
| 1.     | "Prologue" (～World Anthem) | Yoshiki, Frank Marino     | 02:38   |  |
| 2.     | "Blue Blood"                | Yoshiki                   | 05:03   |  |
| 3.     | "Week End"                  | Yoshiki                   | 06:02   |  |
| 4.     | "Easy Fight Rambling"       | Toshi, Hitomi Shiratori   | 04:43   |  |
| 5.     | "X"                         | Yoshiki, Hitomi Shiratori | 06:00   |  |

| Lado B |                       |                           |         |  |
| N.º    | Título                | Compositor(es)            | Duração |  |
| 1.     | "Xclamation"          | Hide, Taiji Nota 1        | 03:52   |  |
| 2.     | "オルガスム" (Orgasm) | Yoshiki, Hitomi Shiratori | 02:42   |  |
| 3.     | "Celebration"         | Hide                      | 04:51   |  |
| 4.     | "Endless Rain"        | Yoshiki                   | 06:30   |  |

| Lado C |                |                |         |  |
| N.º    | Título         | Compositor(es) | Duração |  |
| 1.     | "紅" (Kurenai) | Yoshiki        | 06:09   |  |
| 2.     | "Rose of Pain" | Yoshiki        | 11:47   |  |
| 3.     | "Unfinished"   | Yoshiki        | 04:24   |  |

### CD
| N.º | Título                      | Compositor(es)            | Duração |  |
| 1.  | "Prologue" (～World Anthem) | Yoshiki, Frank Marino     | 02:38   |  |
| 2.  | "Blue Blood"                | Yoshiki                   | 05:03   |  |
| 3.  | "Week End"                  | Yoshiki                   | 06:02   |  |
| 4.  | "Easy Fight Rambling"       | Toshi, Hitomi Shiratori   | 04:43   |  |
| 5.  | "X"                         | Yoshiki, Hitomi Shiratori | 06:00   |  |
| 6.  | "Endless Rain"              | Yoshiki                   | 06:30   |  |
| 7.  | "紅" (Kurenai)              | Yoshiki                   | 06:09   |  |
| 8.  | "Xclamation"                | Hide, X                   | 03:52   |  |
| 9.  | "オルガスム" (Orgasm)       | Yoshiki, Hitomi Shiratori | 02:42   |  |
| 10. | "Celebration"               | Hide                      | 04:51   |  |
| 11. | "Rose of Pain"              | Yoshiki                   | 11:47   |  |
| 12. | "Unfinished"                | Yoshiki                   | 04:24   |  |

| Disco 2 Disco bônus edição especial de 2007 |                               |                |         |  |
| N.º                                         | Título                        | Compositor(es) | Duração |  |
| 1.                                          | "Blue Blood" (Instrumental)   |                | 5:04    |  |
| 2.                                          | "Week End" (Instrumental)     |                | 6:05    |  |
| 3.                                          | "X" (Instrumental)            |                | 6:02    |  |
| 4.                                          | "Endless Rain" (Instrumental) |                | 6:37    |  |
| 5.                                          | "Kurenai" (Instrumental)      |                | 6:60    |  |
| 6.                                          | "Celebration" (Instrumental)  |                | 4:52    |  |
| 7.                                          | "Rose of Pain" (Instrumental) |                | 11:50   |  |
| 8.                                          | "Unfinished" (Instrumental)   |                | 4:28    |  |

## Créditos

### X
- Yoshiki - bateria e piano
- Toshi - vocais
- hide - guitarra
- Pata - guitarra
- Taiji - baixo

### Performances Adicionais
- Chorus em "X": Baki (Gastunk), Haruhiko (Zolge), Act Ishi (God), Ei-chan (Poison Arts), Butaman (Tetsu-Arai), Hara & Seiji (EX-ANS), Harry, Minami & Yuji (Sighs of Love Potion), George, Ken, Jun & Sanpei (Ladies Room)
- Chorus em "Orgasm": Baki (Gastunk), Butaman (Tetsu-Arai), Ishiya & Chelsea (Death Side), Montes (Squad), Windy (Crime Hate), Gazelle (Asylum), Hara & Seiji (EX-ANS), George, Ken, Jun & Sanpei (Ladies Room), Tusk, Ken & Seiichi (G-Kill), Koji Yoshida (Band-Yaroze), Mr. Hosoi (Rockin'f), Satoshi, Itoh & Kudo (3rd), Mr. Abe & Okubo (Engineers)
- Concertino: Great Eida
- Condutor, Arranjador: Takeshi "Neko" Saitoh[12]

### Produção
- Produtor: X
- Co-produtor, Diretor: Naoshi Tsuda
- Produtor-Executivo: Yoshikatsu Inoue
- Engenheiro Assistente: Akiko Nakamura, Naoki Yamada, Shigeki Kashii, Takashi Ohkubo
- Gravado por: Mitsuyasu Abe, Tetsuhiro Miyajima
- Percussão em "Xclamation #1" gravado por: Noritaka Ubukata em Bombaim, Índia
- Mixador: Motonari Matsumoto
- Mixador de Gravação: Gremlin
- Masterização Digital: Mitsukazu "Quincy" Tanaka
- Diretor Criativo: Shigeo Gotoh
- Direção de Arte, Design: Masayoshi Nakajo
- Design (inner-card): Takashi Miyagawa
- Fotógrafo: Peter Calvin[12]